# 柴田なな
柴田 なな（しばた - 、1985年8月1日 - ）は、愛知県出身の元レースクイーン、女性モデル。
趣味は調理、ワープロ、音楽鑑賞。

## 来歴
- 2005年、鈴鹿8時間耐久ロードレースにて「HMF Verity」イメージガールを務める。
- 2006年、SUPER GT「でちゃう!ガール」のメンバーとしてレースクイーン活動を行う。
- 2007年、スーパー耐久「TEAMブンブン丸」レースクイーン。
- 2009年、プラチナム・パスポートに移籍。同年、友稀サナと共にSUPER GTマレーシアラウンドイメージガール「SUPER GT QUEEN」を務めた。
- その後プラチナムを退所し「esteem」に所属していたが、現在はモデル活動を行っていない。

## その他の活動
- 2009年10月：「東京モーターショー」SUZUKIブースコンパニオン
- 2010年1月：「東京オートサロン」PIRELLIブースコンパニオン